# Epia lebethra
Epia lebethra är en fjärilsart som beskrevs av Druce 1890. Epia lebethra ingår i släktet Epia och familjen silkesspinnare. Inga underarter finns listade i Catalogue of Life.